# Шрек Третий
«Шрек Тре́тий» (англ. Shrek the Third, он же «Шрек 3») — американский компьютерно-анимационный фэнтезийный комедийный фильм 2007 года, снятый по мотивам книги Уильяма Стейга «Шрек!». Фильм снят режиссёром Крисом Миллером (его полнометражный режиссёрский дебют) и сорежиссёром Раманом Хуи и является третьим мультфильмом во франшизе «Шрек» и продолжением мультфильма «Шрек 2» (2004). Главные роли озвучивали Майк Майерс, Эдди Мерфи, Кэмерон Диас, Антонио Бандерас, Руперт Эверетт, Джули Эндрюс и Джон Клиз, вновь озвучившие свои роли из предыдущих фильмов, а также новые участники, такие как Джастин Тимберлейк в роли Артура Пендрагона и Эрик Айдл в роли Мерлина. По сюжету принц Чарминг замышляет свергнуть Шрека и Фиону, которые унаследовали трон после смерти короля Гарольда. Шрек, который не хочет править королевством и не считает, что огр может быть королём, пытается убедить 16-летнего кузена Фионы Арти, не достигшего успеха, править вместо него.
Премьера мультфильма состоялась 6 мая 2007 года в театре «Mann Village» в Лос-Анджелесе, а в России фильм был выпущен 17 мая, в США — 18 мая компанией Paramount Pictures, ровно через шесть лет после выхода первого фильма. Фильм получил смешанные отзывы, но имел большой коммерческий успех, собрав по всему миру 813 миллионов долларов при бюджете 160 миллионов долларов, став четвёртым кассовым фильмом 2007 года. Он был номинирован на лучший анимационный фильм на 61-й церемонии вручения премии «BAFTA». «Шрек Третий» стал последним фильмом франшизы, сопродюсером которого выступила компания Pacific Data Images, расформированная в 2015 году. Продолжение под названием «Шрек навсегда» вышло в мае 2010 года.

## Сюжет
После смерти крёстной Феи, у её сына, принца Чарминга жизнь пошла по наклонной: он вынужден зарабатывать на жизнь, выступая в тавернах, но все его выступления заканчиваются неудачами и постоянными насмешками со стороны зрителей. После одного из таких выступлений Чарминг решает изменить свою жизнь и клянётся, что станет королём Тридевятого королевства и отомстит за смерть своей матери. Между тем, король Гарольд-лягушка умирает, и его зять — огр Шрек — и дочь Фиона должны сменить его. Шрек пытался быть регентом во время болезни короля, но у него ничего не получилось, и он настаивает на том, что из него не выйдет настоящий король, а чтобы править королевством, надо найти кого-то ещё. Перед смертью Гарольд рассказывает Шреку о другом наследнике: племяннике Артуре «Арти» Пендрагоне. В итоге Шрек, Осёл и Кот в сапогах решаются привезти Арти на царство.
Чарминг тем временем отправляется в таверну «Ядовитое яблочко» и убеждает сказочных злодеев бороться за своё «долго и счастливо», апеллируя к поражениям, приведённых в их рассказах. Перед отплытием из Тридевятого королевства Шрек узнаёт от Фионы, что скоро станет отцом, что приводит его в ужас, так как он боится, что не способен воспитывать детей.
Троица героев прибывает в Вустерширскую Академию, элитную магическую школу-интернат, где обнаруживает, что Артур — тощий 16-летний неудачник, которого все задирают. Шрек сообщает «лузеру» потрясающую новость и увозит его с собой. По дороге Арти волнуется, вдобавок Осёл и Кот непреднамеренно пугают его, обсуждая обязанности короля. В результате Арти, испугавшись, что он не сможет справиться с этими обязанностями, пытается захватить управление кораблём, чтобы вернуться в Вустершир, и когда он и Шрек сражаются за штурвал, тот ломается, что приводит к крушению корабля на отдалённом острове, где герои встречаются с бывшим учителем Арти, чудаковатым волшебником Мерлином.
В это время Чарминг и другие злодеи атакуют замок, но Волк, Пиноккио, Пряня, Три поросёнка и три слепые мыши задерживают их достаточно долго, чтобы Фиона и её мать, королева Лиллиан, убежали по потайному ходу вместе с Белоснежкой, Рапунцель, Золушкой, Спящей красавицей и Дорис, уродливой сводной сестрой Золушки. Один из поросят, не выдержав психологического давления, случайно выдаёт, что Шрек отправился за Артуром, и Чарминг отправляет капитана Крюка и его пиратов выследить Шрека. Сказочных принцесс, Фиону и Лиллиан ловят и сажают в башню из-за предательства Рапунцель, влюблённой в Чарминга.
Капитан Крюк и пираты выслеживают Шрека и его друзей на острове Мерлина, где они пытаются захватить Шрека живым и убить других. Шрек и Арти побеждают злодеев, а Крюк упоминает о Чарминге и захвате Тридевятого королевства. Заботясь о своей жене и будущем ребёнке, Шрек призывает Арти вернуться в Вустершир. Вместо этого Арти уговаривает Мерлина использовать его магию, чтобы отправить их в Тридевятое королевство. Заклинание срабатывает, но Кот и Осёл поменялись телами. Они находят Пиноккио и узнают, что Чарминг планирует убить Шрека не просто так, а в рамках пьесы. Люди Чарминга прибывают, но Арти обманывает рыцарей, чтобы их не взяли под стражу, и они врываются в замок во время репетиции пьесы. Оказавшись в гримёрке Чарминга, четвёрка попадает в плен.
Чарминг готовится убить Арти, полагая, что он — следующий король. Чтобы спасти жизнь юноши, Шрек признаётся Чармингу, что Арти был пешкой, чтобы занять его место в качестве короля. Чарминг верит Шреку и позволяет обозлённому Арти уйти. Осёл и Кот заключены в тюрьму с Фионой и принцессами. Узники спорят между собой относительно того, как им всем сбежать из тюрьмы. Но королева Лиллиан решает проблему, мастерски пробив головой дыры в каменных стенах тюрьмы. В то время как принцессы запускают спасательную операцию для Шрека, Осёл и Кот освобождают Пряню, Пиноккио, Волка и поросят, а также детей Драконихи и Осла. Они встречают Арти, который всё ещё зол, но Кот и Осёл смягчают его, объясняя, что Шрек солгал Чармингу ради того, чтобы тот оставил Арти в живых.
С наступлением темноты Чарминг ставит мюзикл. Когда он собирается убить Шрека, Фиона вместе с Котом, Ослом, принцессами и сказочными персонажами врываются на сцену и срывают представление. Следом за ними появляется Арти и сообщает злодеям главную истину: то, что все их рассматривают как проигравших, вовсе не означает, что они должны быть такими. Тронутые речью Арти, злодеи решают пересмотреть свои жизненные принципы и стать добрее. Разъярённый Чарминг отказывается прислушаться к словам юноши и бросается на Арти с мечом, но Шрек преграждает ему путь, и Чарминг наносит ему удар. Сымитировавший ранение Шрек сообщает Чармингу, что ему нужно работать над своим прицелом, после чего отталкивает Чарминга в сторону, и Дракониха намеренно сбивает хвостом декорацию-башню, которая падает на принца, мгновенно убивая его. Сама же Рапунцель успевает сбежать из башни, предварительно потеряв свои волосы (которые были фальшивыми).
Арти возлагает на себя корону и занимает трон. В то время как королевство празднует восход нового правителя, Кот и Осёл находят среди зрителей Мерлина, который возвращает им их исходные тела, на сей раз случайно перепутав хвосты. Шрек и Фиона наконец-то возвращаются на болото, став счастливыми родителями тройняшек Фаркла, Фергуса и Фелиции, которых воспитывают с помощью Кота, Лиллиан, Осла и Драконихи.

## Роли озвучивали
| Персонаж               | Оригинал           |
| ---------------------- | ------------------ |
| Шрек                   | Майк Майерс        |
| Осёл                   | Эдди Мерфи         |
| Принцесса Фиона        | Кэмерон Диас       |
| Кот в сапогах          | Антонио Бандерас   |
| Артур                  | Джастин Тимберлейк |
| Принц Чаминг           | Руперт Эверетт     |
| Король Гарольд         | Джон Клиз          |
| Королева Лиллиан       | Джули Эндрюс       |
| Мерлин                 | Эрик Айдл          |
| Ланселот               | Джон Красински     |
| Рапунцель              | Майя Рудольф       |
| Белоснежка             | Эми Полер          |
| Золушка                | Эми Седарис        |
| Спящая красавица       | Шери Отери         |
| Уродливая сестра Дорис | Ларри Кинг         |
| Уродливая сестра Мэйбл | Реджис Филбин      |
| Волк                   | Арон Уорнер        |
| Пиноккио               | Коуди Камерон      |
| Пряничный человечек    | Конрад Вернон      |
| Три слепых мышонка     | Кристофер Найтс    |
| Циклоп                 | Марк Вэлли         |
| Капитан Крюк           | Иэн МакШейн        |
| Злая королева          | Сьюзан Блэйксли    |
| Дерево                 | Эндрю Бирч         |

## Производство
После успеха фильма «Шрек 2» в мае 2004 года Джеффри Катценберг объявил о третьем и четвёртом фильме «Шрек», а также планы о финальном пятом фильме:

«„Шрек 3“ и „Шрек 4“ собираются раскрыть другие оставшиеся без ответа вопросы, и, наконец, в последней главе, мы поймем, как Шрек оказался в этом болоте, когда мы встречаем его в первом фильме»— Джеффри Катценберг.
DreamWorks наняла Питера Симана и Джеффри Прайса, чтобы написать фильм, а Джон Зак, который написал «The Perfect Score», выступил в качестве консультанта. В отличие от первых двух фильмов, режиссёром не стал Эндрю Адамсон, занятый в фильме «Хроники Нарнии: Лев, колдунья и волшебный шкаф». Адамсон по-прежнему принимал участие в качестве исполнительного продюсера и каждые четыре месяца делал замечания по состоянию фильма. «Шрек Третий» вместо этого был срежиссирован Крисом Миллером, сюжетным художником по первому фильму и главой истории на втором, а также сорежиссёром Жаманем Хуэем, ведущим аниматором в первых двух фильмах.
Во время съёмки фильм носил название «Шрек 3». К марту 2006 года он был переименован в «Шрек Третий». По словам Миллера, они «не хотели просто своего рода титула, как будто это просто продолжение». Они хотели «что-то, чтобы сделать это самостоятельно, дать ему свою индивидуальность и действительно попытаться рассматривать его как главу в жизни Шрека». Хёй заметил:

«Речь идет о том, что Шрек становится новым королем Тридевятого королевства, название тоже похоже на королевское»— Раман Хёй.
Фильм изначально должен был выйти в ноябре 2006 года, однако в декабре 2004 года дата была изменена на май 2007 года:

«Исключительная величина франшизы „Шрек“ привела нас к выводу, что майская дата релиза с выпуском DVD в праздничный сезон позволит нам максимально повысить производительность и повысить прибыльность, тем самым создавая улучшенную стоимость активов и улучшая возвращение для наших акционеров»— Джеффри Катценберг.
«Смывайся!», ещё один фильм из DreamWorks Animation, получил слот в ноябре 2006 года. Изменение даты выпуска было на следующий день после того, как Disney Pixar сменила дату выпуска «Тачки» с ноября 2005 года по июнь 2006 года.

## Премьера и кассовые сборы
- Фильм вышел в широкий кинопрокат в России 17 мая 2007 года, а в США — на следующий день.
  - За первые выходные проката в США фильм собрал 122 миллиона долларов[1], установив рекорд для анимационных фильмов и показав третий результат в истории среди полнометражных фильмов (более впечатляющие сборы были до этого только у фильмов «Человек-паук 3: Враг в отражении» и «Пираты Карибского моря: На краю света»).

## Музыка
Официальный саундтрек:
1. «Royal Pain» — Eels (2:28)
2. «Do You Remember Rock 'n' Roll Radio?» — The Ramones (3:50)
3. «Immigrant Song» — Led Zeppelin (2:25)
4. «Barracuda» — Fergie (4:25)
5. «Live and Let Die» — Wings (3:13)
6. «Best Days» — Matt White (3:01)
7. «Joker & the Thief» — Wolfmother (4:41)
8. «Other Ways» — Trevor Hall (3:25)
9. «Cat’s in the Cradle» — Harry Chapin (3:46)
10. «Losing Streak» — Eels (2:50)
11. «What I Gotta Do» — Macy Gray (3:09)
12. «Thank You (Falletin Me Be MiceElf Again)» — Eddie Murphy, Antonio Banderas (4:39)
13. «Final Showdown» — Maya Rudolph & Rupert Everett (1:55)
14. «Charming’s Plan» — Harry Gregson-Williams (2:49)
15. «Touched by Love» — Eran James (3:55)

Также звучали:
- «I Wanna Have Your Babies» — Natasha Bedingfield
- «Aria (Sheep May Safely Graze)» — Johann Sebastian Bach
- «Danse Macabre» — Camille Saint-Saens
- «That’s What Friends Are For» — Dionne Warwick and Friends
- «9 Crimes» — Damien Rice

## Критический прием
На Rotten Tomatoes «Шрек Третий» имеет рейтинг одобрения 41 % на основе 213 отзывов, со средней оценкой 5,5/10, что делает его самым низко оцененным фильмом франшизы «Шрек» на сайте на сегодняшний день. Критическое мнение сайта гласит: «В третьем „Шреке“ много поп-культуры, но за счет сердца, очарования и остроумия, которые сделали первых двух „Шреков“ классикой». На Metacritic фильм получил средневзвешенную оценку 58 из 100, основанную на данных 35 критиков, что означает «смешанные или средние отзывы». Зрители, опрошенные CinemaScore, дали фильму среднюю оценку «B+» по шкале от A+ до F, что на шаг ниже, чем «A» первых двух фильмов.
Некоторые критики были в замешательстве относительно целевой демографической аудитории фильма. Карина Чокано из Los Angeles Times посчитала, что темы о карьере и родительских тревогах, образе жизни знаменитостей, а также юмор будут рассчитаны не на детей: «Действительно ли детский фильм нуждается, среди прочих подобных штрихов? Я бы, например, не хотела, чтобы мне пришлось объяснять это». Тем не менее, она также нашла некоторые моменты смешными: «Тревожный сон Шрека о деторождении сказочно сюрреалистичен, а сцена смерти короля Гарольда, с её гримасами и ложными тревогами, — это чистая детская комедия в лучшем её проявлении.» Дэвид Ансен из Newsweek написал, что «слегка язвительное остроумие фильма почти полностью направлено на родителей… этот фильм никогда не трогал мое сердце и не проникал под мою кожу. Это фильм, воюющий сам с собой: детский фильм, который на самом деле не хочет им быть».
Питер Брэдшоу из The Guardian поставил фильму 2 звезды из 5, сказав, что фильм «не ужасен, но он безвкусный, с бочкообразной усредненностью. В нём нет ни новых идей, ни очень смешных новых персонажей…». Он назвал персонажа Мерлина «откровенно несмешным новым персонажем» и счёл его «копией Альбуса Дамблдора из франшизы о Гарри Поттере». Он заявил, что в фильме «нет ни одного приличного музыкального номера, кстати, и одна кавер-версия выбрана причудливо. Для похорон Гарольда мы получаем исполнение … Пола Маккартни „Live and Let Die“. Эээ… а? Потому что она вроде как грустная и в названии есть слово „die“?». The Times поставила фильму оценку 2 из 5.
A. О. Скотт из The New York Times описал фильм как «одновременно более энергичный и более спокойный, чем его предшественники, менее отчаянно пытающийся доказать свою сообразительность и поэтому в какой-то степени более умный».